# Crackdown
Crackdown (рус. «Нажим») — видеоигра в жанре приключенческого боевика, разработанная студией Realtime Worlds и изданная компанией Microsoft Game Studios эксклюзивно для консоли Xbox 360 в феврале 2007 года. Является первой частью серии Crackdown.

## Игровой процесс

Агент использует много сверхъестественных способностей, например огромную силу и ловкость.

Действие происходит в вымышленном городе Пасифик-Сити (англ. Pacific City), который управляется тремя криминальными правителями и их группировками. Игрок управляет кибернетически улучшенным агентом, который использует свои способности для уничтожения глав мафии и прохождения различных гонок и испытаний. Геймплей нелинейный: игрок сам может решить как пройти миссию.
В игре реализован кооператив на 2 человека, который доступен через Xbox Live.

## Сюжет
Город контролируется 3 криминальными организациями: Лос-Муэртос (англ. Los Muertos), Волк (англ. Volk) и корпорация Шай-ген (англ. Shai-Gen Corporation). Противостоит им организация под названием Миротворцы (англ. Peacekeepers), которая пытается предотвратить процветание преступности. В этом им помогает Агентство (англ. the Agency), использующее специальных кибернетически модифицированных суперсолдат, известных как Агенты. Игрок берёт управление одним из этих Агентов — ему поручено уничтожить эти три банды и сохранить спокойствие в городе.

## Оценки
| Сводный рейтинг    | Сводный рейтинг |
| Агрегатор          | Оценка          |
| ------------------ | --------------- |
| GameRankings       | 83,35 %         |
| Metacritic         | 83/100          |
| Иноязычные издания |                 |
| Издание            | Оценка          |
| 1UP.com            | A               |
| Edge               | 8/10            |
| EGM                | 8,3/10          |
| Eurogamer          | 9,0/10          |
| Game Informer      | 8,5/10          |
| GamePro            | 4,5/5,0         |
| GameSpot           | 7,8/10          |
| GameSpy            | 4/5             |
| IGN                | 8,0/10          |
| OXM                | 9/10            |
| Play (UK)          | 8,5/10          |
| X-Play             | 5/5             |

В первые 6 месяцев после выхода, игру купили более 1.5 млн человек. Crackdown получил положительные оценки от рецензентов и несколько наград за нестандартный игровой процесс.
Crackdown для Xbox 360 получила премию BAFTA в области игр 2007 года в номинациях «Action And Adventure» и «Use Of Audio».